# مالکو بریاگووو
مالکو بریاگووو (به بلغاری: Malko Bryagovo) یک منطقهٔ مسکونی در بلغارستان است که در شهرستان ماجاروفو واقع شده‌است.